# George Abecassis
George Edgar Abecassis (Oatlands, Surrey, Inglaterra, Reino Unido; 21 de marzo de 1913-Buckinghamshire, Inglaterra, Reino Unido; 18 de diciembre de 1991) fue un piloto británico. 
Antes de la guerra, Abecassis destacó en algunas carreras de Sport corriendo con un Alta 12/50 privado, se clasificó en 2ª posición en 1938 en el Crystal Palace Plate y en el Imperial Plate. En 1939 ganó el Imperial Plate también con un Alta 15/20. 
Durante la guerra fue piloto de un bombardero de la Real Fuerza Aérea británica y participó en misiones para introducir comandos paracaidistas detrás de las líneas alemanas. Actúa en los "Moon Squadrons", con un avión Lysander que volaba por las noches para introducir y rescatar agentes británicos en Francia. 
Tras la guerra entra a formar parte del equipo técnico de Alta, corriendo algunas carreras con material anterior a la guerra y desarrollando el nuevo Alta para la Fórmula 1. Junto a su amigo John Heath fundó la Hersham & Walton Motors, una empresa en principio dedicada a desarrollar coches deportivos con motores Alta que luego entró en la Fórmula 1. Con estos automóviles actuó en los dos G.P. de Suiza del 51 y 52, pruebas válidas para el campeonato del mundo. 
También forma parte del equipo Aston Martin para carreras de resistencia en los primeros años de la década de los 50. Sin embargo con la muerte de su amigo Heath en 1956 en las Mille Miglia, Abecassis abandona la competición y pronto cierra la HWM en 1957 dedicándose desde entonces a sus negocios fuera del automovilismo.

## Resultados

### Fórmula 1
(Clave) (negrita indica pole position) (cursiva indica vuelta rápida)

| 1951    | HW Motors Ltd | SUI Ret | 500 | BEL | FRA | GBR | GER | ITA | ESP | NC | 0 |
| 1952    | HW Motors Ltd | SUI Ret | 500 | BEL | FRA | GBR | GER | NED | ITA | NC | 0 |
| Fuente: |               |         |     |     |     |     |     |     |     |    |   |